# 涅普頓級輕巡洋艦
涅普頓级輕巡洋艦（英語：Neptune-class cruiser），俗稱海王星級輕巡洋艦，所屬英國皇家海軍，本級是英國在二战后期计划的一种巡洋舰级别。 該級是配备十二门 6 英寸（152 毫米）和十二門QF 4.5吋重型副炮的大型巡洋艦。虽然在1944年時该级舰就預計建造五艘，但在战争结束后就被取消了。

## 緣起
1942 年，英国海军部开始着手研究为皇家海军建造的下一级巡洋舰的計畫，就如同彌諾陶洛斯級是基于战前皇家殖民地级的改進型，這批新的輕巡洋艦也將從身為前級彌諾陶洛斯級進行改造。一開始是要做成小型防空巡洋舰，配備6门或8门5.25英寸（133 毫米）高平两用炮（即擁有船對船和海對空兩種功能）。
1943年7月，海軍部提出N2版本，配有四座雙聯裝5.25英寸的新型炮塔，標準排水量8790噸，最後被批准列入 1944 年的建造计划。然而在同年10月，英國第一海軍大臣逝世，接替他職務的安德鲁坎宁安上台，因為新的長官不喜歡此類設計，所以涅普頓級的小型防空巡洋艦計畫被改動為大型巡洋艦計畫，號稱“貝爾法斯特改進型”，並配备十二门 6 英寸火炮，人員預計配置1351名軍官與士兵。

## 船型與設備

### 艦體設計
新計劃案的艦體總長度為201.8公尺，水线长為199.6公尺，船宽為23.2公尺，吃水深度為7.5公尺。排水量預計為15,596 噸（標準）和19,000 噸（滿載）。此外，因為本級屬於大型巡洋艦，於是艦船的船體形狀來自同樣是大型巡洋艦的战列巡洋舰－勇敢級改良而來。由於本級沒有配備艦載機，所以本級艦橋的高度較前幾級巡洋艦矮，但本級的上層建築比以前的艦船來的長，例如前艦橋向後延伸到前煙囪，還有後艦橋蓋住後煙囪的底層。也因此曾計劃建造一個長艏樓，向後延伸到後艦橋，將兩個上層建築合併。此外，在 1946 年，有人建議將後艦橋挪前，原處改為平甲板。

### 航速提升
新長官安德鲁坎宁安會捨棄原設計案的原因：原計劃案的航速過慢（在滿載時僅有28節）而趕不上航母之航速，所以無法達成防空，甚至為航母護航之目的（打個比方，光輝號航空母艦的航速最高可達30.5節）。因此，新計劃案便要求更高的航速，計畫中的動力運作如下；四座金鐘型三筒鍋爐以 400 磅/平方英寸 (2,800 千帕) 的速度將送到蒸氣輪機，額定功率為 108,000 軸馬力 (81,000 兆瓦) 並再傳到用來驅動四軸螺旋槳的帕森斯汽輪機。這使得最高航速預計會達到33節，滿載時的航速同時也提升4節，即航速32節。此外本級的經濟航速預計是在20節時航行7,500海里。本級的設備除了上述規格配置，還計畫將兩座鍋爐和渦輪機分開，以減少單個魚雷或砲彈擊中導致完全喪失動力的可能性，但是在1945年6月，也就是開工建造之後，海軍建設總監注意到鍋爐房仍然太近，動力完全失去的可能性仍舊存在。

### 裝甲分布
舰船的主要垂直装甲帶是100 毫米厚的船舯，前后减薄至38毫米。 水平装甲由25 毫米厚的上层甲板與一樣厚的下层甲板组成，在舰船的舵机上方增厚至38毫米。主炮炮塔有100 毫米厚的正面和51毫米厚的装甲，位于炮塔顶部、侧面和后部。在舰船的机械舱和弹匣周围放置了厚度达 4 英寸的纵向和横向装甲舱壁。

## 裝備設計

### 主炮
主砲武器是12門152 毫米砲，分別安裝在四座三聯裝砲塔中。至於砲塔，最初考慮是使用同樣預計要給虎級的Mark 24砲塔，因為這些砲塔可以相對快地旋轉。然而，Mark 24是戰前砲塔的改進版本，但在那時（1944年）已經被認為是跟不上時代的了。於是海軍部選擇一個新的配置，並做好接受工程延期的心理準備。新砲塔－Mark 25－安裝了三門QF 6 英寸 Mark V 火砲，與Mark 24的射速6-8發／分鐘相比，此型砲塔的射速為10-12發／分鐘，達到真正的QF（Quick Firing），並且射擊角度可以提高到80度，因此具有防空能力。一發59公斤的穿甲彈可以發射到22.86公里遠。此實驗結果也使得新型砲塔的計畫被採納，並按常規佈置在艦船的中心線上，配置是前後各兩座3聯裝Mark 25砲塔。

### 副炮與魚雷
次要武器包括六門QF 4.5吋高平兩用砲，安裝在雙聯裝砲塔中，這種配置之後用在勇敢級驅逐艦的主炮上。這種高平兩用砲可以將25 公斤的砲彈發射到18,288 米的範圍內，防空火力的最大有效高度為6,005 米，可作為遠程高射砲。這炮屬於半自動型，並配有動力裝載機，每門的最大射速為24發／分鐘。但投入使用時，動力裝載系統被證明不可靠，使得只好手動裝載，將原射速降低到每門約10-12發／分鐘。近距離高射炮由20門雙聯裝波佛斯40公釐高射砲和14座雙聯裝厄利孔20毫米机炮組成。這是在艦橋周圍配置7座雙聯裝波佛斯和4座雙聯裝厄利孔，在船尾上層建築周圍布置3座雙聯裝波佛斯和8座雙聯裝厄利孔，在艦艉安裝2座雙聯裝厄利孔。魚雷武器的部分，安裝了四座四聯裝533 毫米魚雷發射管水密艙壁。

### 火控
此外，計畫案還提出了全面的火控系统，包括兩個用於6英寸火砲的低角 (LA) 導向器，用於打擊地面目標；四個用於6英寸火砲的彈幕導向器，用於對空中目標進行彈幕射擊；三個組合HA/LA 導向器，用於 4.5 英寸火砲，用於打擊地面和空中目標。此外，每個博福斯炮台都將配備一個完整的火控雷達。這使得本級艦船能同時攻擊最多17個空中目標（4 個使用 6 英寸火砲進行遠程彈幕射擊，3 個使用 4.5 英寸火砲，10 個使用博福斯火砲進行短程彈幕射擊）。

## 計畫取消
英國海軍在1944 年的造艦計劃中有六艘預計建造，其中有五艘分別命名為涅普頓號（Neptune）、哥尼流號（Centurion）、埃德加號（Edgar）、瑪爾斯號（Mars）和米諾陶洛斯號（Minotaur），也就是屬於海王星級的艦船，預計1950年完工。該計劃在戰爭結束後繼續進行，但因為戰後經濟短縮，這使得造艦壓力越來越大。最後海軍部希望在1945年11月能看到該級有兩艘艦船下水，好讓造船廠轉移造船能力，以建造更有利可圖的遠洋客輪，但還是沒辦法造出任何一艘。因此在1946年2月下旬至3月，在海軍部所製定的1947年海軍計劃中，決定取消海王星級的計畫案。

## 同級艦
| 艦名         | 英文名    | 開工年 | 停工年 | 結局     |
| ------------ | --------- | ------ | ------ | -------- |
| 涅普頓號     | Neptune   | 1944年 | 1946年 | 計畫取消 |
| 哥尼流號     | Centurion | 1944年 | 1946年 | 計畫取消 |
| 埃德加號     | Edgar     | 1945年 | 1946年 | 計畫取消 |
| 瑪爾斯號     | Mars      | N/A    | 1946年 | 計畫取消 |
| 米諾陶洛斯號 | Minotaur  | N/A    | 1946年 | 計畫取消 |

## 引用
1. 1 2  Friedman 2010，第261-262頁.
2. 1 2 3  Brown 2012，第85頁.
3. 1 2 3  Brown & Moore 2012，第26頁.
4. ↑  Friedman 2010，第262頁.
5. 1 2 3  Friedman 2010，第266頁.
6. 1 2 3 4 5 6  Lenton 1973，第143頁.
7. 1 2 3 4 5  Gardiner & Chesneau 1980，第36頁.
8. ↑  Brown & Moore 2012，第84頁.
9. ↑  Brown & Moore 2012，第27頁.
10. ↑  Friedman 2010，第261頁.
11. ↑  Friedman 2010，第264、266頁.
12. ↑  Friedman 2010，第264, 371–372頁.
13. ↑  Friedman 2010，第371–372頁.
14. ↑  DiGiulian, Tony. . NavWeaps.com. 2 September 2016  [10 February 2017]. （原始内容存档于2021-11-01）.
15. 1 2 3 4  Lenton 1973，第142頁.
16. ↑  Friedman 1997，第458頁.
17. ↑  DiGiulian, Tony. . NavWeaps.com. 1 December 2015  [11 February 2017]. （原始内容存档于2013-09-18）.
18. ↑  Lenton 1973，第142-143頁.
19. ↑  Friedman 2010，第266-267頁.